# Léopold Schulhof
Lipót Schulhof (12 de marzo de 1847, Baja; octubre de 1912, París) (o, como se escribe en húngaro, Schulhof Lipót) fue un astrónomo húngaro (de lo que era entonces el Imperio austrohúngaro). Fue más conocido como Leopold Schulhof (o Schulhoff), desde que el alemán se convirtió en la lengua predominante del Imperio.
Dedicó su vida profesional al estudio de los cometas y asteroides. Trabajó en Viena y en París (donde era conocido como Léopold Schulhof). Destacó por prever el regreso, en 1893, del cometa 15P/Finlay, y fue galardonado con el Premio Lalande por la Academia de Ciencias de Francia en aquel mismo año.

## Asteroides descubiertos
Schullhof descubrió solamente 1 asteroide:
| (147) Protogenia | 10 de julio de 1875 |